# 令狐邵
令狐邵（？—220年代），字孔叔，太原人，曹魏弘農太守。其父曾任東漢烏丸校尉。

## 生平
建安初，袁紹一族在冀州，令狐邵到鄴定居。建安九年（公元204年），令狐邵暫時前往到武安毛城。曹操攻破鄴城後圍困毛城。城破後令狐邵等十多人被抓，令狐邵理應處斬。曹操看見令狐邵覺得他衣冠與常人不同，便讓人叫來問話，由於曹操認識令狐邵的父親，於是令狐邵被釋放，令狐邵被任命為署軍謀掾。仍歷宰守，後擔任丞相主簿，出任弘農太守。令狐邵廉潔清白，妻子和孩子也很少被安排來探望；對人寬厚，待下屬也無忌諱。當時弘農郡沒有人懂經學。於是令狐邵詢問下屬們，有打算求學的就派他們赴河東向樂詳學經，後回本郡任教。此舉讓弘農文風大盛。
黃初初，令狐邵被任命為羽林郎，後來遷任虎賁中郎將，三年後病逝。
當初，令狐愚還沒當官時，常懷高遠之志，很多人都說令狐愚一定能振興令狐氏家族。但時任弘農太守的令狐邵卻認為令狐愚倜儻，不修德志向卻遠大，會導致令狐宗族滅亡。令狐愚聽後內心不悅。令狐邵擔任虎賁中郎將後，令狐愚已步步高升，到處都很有名望。此時令狐愚從容地對令狐邵說：「早年聽聞您說我會滅亡家族，今天你又有甚麼話說呢？」令狐邵只是視而不答，私下對妻子說：「令狐愚的性格和以前一樣沒變。據我觀察，他終究會讓家族滅亡，不知我有沒有時間能活到受牽累的那一天，不過你們可能會遇上。」令狐邵去世後十多年，令狐一族因令狐愚而被誅殺。令狐邵的兒子令狐華，當時為弘農郡丞，因關係疏遠所以沒有受到牽連。